# Olympische Sommerspiele 1976/Teilnehmer (Hongkong)
| Gelbes Symbol für Goldmedaillen mit stilisierten Olympischen Ringen | Graues Symbol für Silbermedaillen mit stilisierten Olympischen Ringen | Braundes Symbol für Bronzemedaillen mit stilisierten Olympischen Ringen |
| ------------------------------------------------------------------- | --------------------------------------------------------------------- | ----------------------------------------------------------------------- |
| —                                                                   | —                                                                     | —                                                                       |

Hongkong nahm an den Olympischen Sommerspielen 1976 in Montreal mit einer Delegation von 25 Athleten (23 Männer und 2 Frauen) an 27 Wettkämpfen in sechs Sportarten teil. Ein Medaillengewinn gelang keinem der Athleten.

## Teilnehmer nach Sportarten

### Fechten
- Edward Ng
Florett: 48. Platz
Florett Mannschaft: 9. Platz
Degen Mannschaft: 11. Platz

- Roger Kam
Florett: 49. Platz
Degen: 60. Platz
Säbel: 46. Platz
Florett Mannschaft: 9. Platz
Degen Mannschaft: 11. Platz

- Matthew Chan
Florett: 50. Platz
Degen: 64. Platz
Florett Mannschaft: 9. Platz
Degen Mannschaft: 11. Platz

- Denis Cunningham
Degen: 63. Platz
Florett Mannschaft: 9. Platz
Degen Mannschaft: 11. Platz

### Judo
- Mok Cheuk Wing
Halbmittelgewicht: in der 1. Runde ausgeschieden

### Kanu
- Ng Tsuen Man
Einer-Kajak 500 m: im Viertelfinale ausgeschieden
Vierer-Kajak 1000 m: im Viertelfinale ausgeschieden

- Mak Chi Wai
Einer-Kajak 1000 m: im Viertelfinale ausgeschieden
Vierer-Kajak 1000 m: im Viertelfinale ausgeschieden

- Ng Hin Wan
Zweier-Kajak 500 m: im Viertelfinale ausgeschieden
Zweier-Kajak 1000 m: im Viertelfinale ausgeschieden

- Hui Cheong
Zweier-Kajak 500 m: im Viertelfinale ausgeschieden
Zweier-Kajak 1000 m: im Viertelfinale ausgeschieden

- John Wai
Vierer-Kajak 1000 m: im Viertelfinale ausgeschieden

- Kwan Honk Wai
Vierer-Kajak 1000 m: im Viertelfinale ausgeschieden

### Radsport
- Chan Fai Lui
Straßenrennen: Rennen nicht beendet
Straße Mannschaftszeitfahren: 26. Platz
Bahn 1000 m Zeitfahren: 28. Platz

- Tang Kam Man
Straßenrennen: Rennen nicht beendet
Straße Mannschaftszeitfahren: 26. Platz
Bahn 4000 m Einerverfolgung: 24. Platz

- Kwong Chi Yan
Straßenrennen: Rennen nicht beendet
Straße Mannschaftszeitfahren: 26. Platz

- Chan Lam Hams
Straßenrennen: Rennen nicht beendet
Straße Mannschaftszeitfahren: 26. Platz

### Schießen
- Solomon Lee
Schnellfeuerpistole 25 m: 47. Platz

- Camilo Pedro
Freie Pistole 50 m: 46. Platz

- Peter Rull senior
Kleinkalibergewehr liegend 50 m: 41. Platz

- Reginald Dos Remedios
Kleinkalibergewehr liegend 50 m: 71. Platz

- Chow Tsun Man
Skeet: 60. Platz

- Tso Hok Young
Skeet: 68. Platz

### Schwimmen
Männer
- Mark Crocker
100 m Freistil: im Vorlauf ausgeschieden
200 m Freistil: im Vorlauf ausgeschieden

- Lawrence Kwoh
100 m Schmetterling: im Vorlauf ausgeschieden
200 m Schmetterling: im Vorlauf ausgeschieden

Frauen
- Karen Robertson
100 m Freistil: im Vorlauf ausgeschieden
400 m Freistil: im Vorlauf ausgeschieden

- Raphaelynne Lee
200 m Freistil: im Vorlauf ausgeschieden
100 m Rücken: im Vorlauf ausgeschieden